# Route nationale 4 (Slovénie)
Pour les articles homonymes, voir G4 et Route nationale 4.
La route nationale 4 (slovène : Glavna cesta 4), abrégée en G4 ou G1-4, est une route nationale slovène allant de Dravograd à Arja Vas (en). Sa longueur est de 51,3 km.

## Histoire
Avant 1998, la route nationale 4 était numérotée M10.8,.

## Tracé
- Dravograd
- Otiški Vrh (en)
- Šentjanž pri Dravogradu (en)
- Bukovska Vas (en)
- Slovenj Gradec
- Šmartno pri Slovenj Gradcu (en)
- Mislinjska Dobrava (en)
- Mislinja
- Gornji Dolič (en)
- Paka pri Velenju (en)
- Velenje
- Pirešica (en)
- Vinska Gora (en)
- Črnova
- Velika Pirešica (en)
- Mala Pirešica (en)
- Arja Vas (en)